# 南富良野町
南富良野町（日语：／ Minamifurano chō */?） 是位於日本北海道上川綜合振興局南部的町。由於位於富良野地區的南部，因此命名為南富良野。國道38號及根室本線以東西向穿越境內。當地四面環山，東北部為大雪山的十勝岳山，東南部為日高山脈，西邊則是位於富良野蘆別道立自然公園的蘆別山等夕張山脈的山岳。境內約90%的面積被森林覆蓋，位於中部地區的金山湖則以釣魚、划船等戶外活動而聞名。
町内的幾寅車站是電影《鐵道員》的外景拍攝點，現也有展示當時電影中所使用的服裝和小道具。而幾寅地區也設有湖池屋薯片的製造工廠。
「富良野」源自阿伊努語的「hura-nu-i」（發臭的地方）或「hura-nuy」（發臭的火焰）。

## 歷史
- 1891年：開始掏金者進入金山地區。
- 1899年6月：富良野村由空知支廳改隸屬上川支廳。
- 1901年：來自伊勢和岐阜縣的集體移民進入此地進行開墾。
- 1908年4月1日：從下富良野村（現在的富良野市）戶長役場獨立設置南富良野村外1村戶長役場。
- 1919年4月1日：成為北海道二級村，並與占冠村共同設置聯合役場。
- 1932年：南富良野村、占冠村的聯合組合役場解散，各自設置役場。
- 1966年：金山水庫（金山湖）完成。
- 1967年4月1日：改制為南富良野町。

## 產業
當地主要產業為農業。由於森林資源豐富，也致力於發展林業，且另有進行石灰石的開採。

## 交通

### 機場
- 旭川機場（位於東神樂町）

### 鐵路
- 北海道旅客鐵道
  - 根室本線：下金山車站 - 金山車站 - 東鹿越車站 - 幾寅車站 - 落合車站
  - 石勝線：境內無設置車站

### 道路
| 一般國道 - 國道38號 - 國道237號 主要道道 - 北海道道136號夕張新得線 | 道道 - 北海道道465號金山幾寅停車場線 - 北海道道1030號石勝高原幾寅線 - 北海道道1117號落合停車場線 |

### 巴士
- 道北巴士、北海道拓殖巴士、十勝巴士（北方線：旭川方向、帶廣方向）
- 南富良野町營巴士（落合～幾寅～東鹿越～金山）
- 占冠村營巴士（幾寅～落合～多麻牡～占冠／富良野～下金山～金山～占冠）

## 觀光景點

### 景點
- 夕張岳的高山植物群落及蛇紋岩石帶（國家指定天然記念物）
- 大雪山國立公園
- 狩勝峰
- 金山湖：

## 教育

### 高等學校
- 道立北海道南富良野高等學校 （页面存档备份，存于）

### 中學校
| - 南富良野町立幾寅中學校 | - 南富良野町立金山中學校 |

### 小中學校
- 南富良野町立落合小中學校

### 小學校
| - 南富良野町立北落合小學校 - 南富良野町立幾寅小學校 | - 南富良野町立金山小學校 - 南富良野町立下金山小學校 （页面存档备份，存于） |

## 姊妹市・友好都市

### 日本
- 本部町（沖繩縣）

## 本地出身的名人
- 石上久美子：演歌歌手
- ：繪本作家
- 星澤幸子：料理研究家
- 目黑萌繪、寺田櫻子：冰壺選手，為2006年冬季奧林匹克運動會日本代表
- 楯真由子：女演員、生於東京都，但小學時期曾居住於此。

## 外部連結
- （中文）富良野、美瑛廣域觀光指南 （页面存档备份，存于）
- （日語）南富良野町商工會 （页面存档备份，存于）